# قاسم‌آباد (خنداب)
قاسم‌آباد، روستایی از توابع بخش مرکزی شهرستان خنداب شهرستان خنداب در استان مرکزی ایران است.

## جمعیت
این روستا در دهستان دهچال قرار دارد و براساس سرشماری مرکز آمار ایران در سال ۱۳۸۵، جمعیت آن ۱۳۹۸ نفر (۳۱۴خانوار) بوده‌است.